# Államforma
Az államforma az államfő hatalmának eredetét, legitimitását, jogállását írja le. Meghatározza az államfői tisztség keletkezésének és megszűnésének a módját. Egy állam alapvetően három fontos jellemzővel írható le. Ezek az államforma, a kormányforma és az államszerkezet. Az angolszász jogrendszerekben az állam és kormány szinonim fogalmak, az állam jogtudományi absztrakció, míg a kormány az állami szervek összessége. Ezzel szemben az általános európai fogalom a hatalommegosztás felől közelíti meg a kérdést.
Alapvetően kétféle államforma létezik: monarchia, melyben az államfő az uralkodó (monarcha), annak hiányában pedig a kormányzó; és köztársaság, ahol az államfő legtöbb esetben a köztársasági elnök tisztséget viseli, de természetesen vannak ettől eltérő megnevezések is (pl. elnök, dózse). A monarchiákban és a köztársaságokban egyaránt kétféleképpen szerezheti tisztségét az államfő: örökléssel vagy megválasztással; megbízatásának időtartama pedig szintén kétféle lehet mindkét államforma esetében: határozott vagy határozatlan idejű, ez utóbbi esetében rendszerint az államfő haláláig viseli címét. Az, hogy a hatalomgyakorlás hogyan történik, tehát a monarchia alkotmányos monarchia vagy abszolút monarchia, a köztársaság pedig parlamentáris köztársaság, elnöki (prezidenciális) köztársaság vagy népköztársaság, az már a fent említett kormányforma kérdése, nincs köze az államforma meghatározásához.
Mindkét államforma ősi, tulajdonképpen egyidős az emberi civilizációval. Az emberiség történetének nagy részében a monarchiák voltak többségben, szemben napjainkkal, amikor a köztársaság a gyakoribb államforma.

## Államformák

Az EU kormány- és államformái
félelnöki köztársaság
parlamentáris köztársaság
parlamentáris alkotmányos monarchia

Lényegében két államformát különböztetünk meg, ezek a monarchia és a köztársaság.

### Monarchia
Ha az államfő uralkodó, aki hatalmát örökléssel, választással kombinált örökléssel vagy választással szerzi és haláláig vagy határozott ideig tarthatja meg azt.

### Köztársaság
Ha az állam élén nem uralkodó áll. Hatalmát választással és örökléssel is szerezheti, hivatali ideje szintén lehet határozott vagy határozatlan idejű.

### Átmeneti államformák
Léteznek azonban ún. átmeneti államformák is, ugyanis ezzel a fogalompárral nem mindig lehetséges maradéktalanul leírni egy adott állam formáját.
Ezen államok államformájának pontos meghatározása nehéz feladat, de ettől függetlenül mindenképpen beilleszthetők vagy a köztársaság vagy a monarchia kategóriájába.

## Történelmi és elméleti államformák
- autarchia az államfő teljhatalommal rendelkezik
- demarchia az államfő(ke)t sorsolják
- hierarchia a főhatalom egy rangsorolt testületé; főpapok főhatalma
- panarchia egyetemes rend és uralom
- sinarchia egyesült szuverenitás

A főhatalmat gyakorlók száma alapján
- anarchia nincs főhatalom
- monarchia a főhatalmat egy ember gyakorolja
- tetrarchia a főhatalmat négy ember gyakorolja
- heptarchia a főhatalmat hét ember gyakorolja
- oktarchia a főhatalmat nyolc ember gyakorolja
- dodekarchia a főhatalmat tizenkét ember gyakorolja
- tridekarchia a főhatalmat tizenhárom ember gyakorolja
- pentadekarchia a főhatalmat tizenöt ember gyakorolja
- heptadekarchia a főhatalmat tizenhét ember gyakorolja
- nonadekarchia a főhatalmat tizenkilenc ember gyakorolja
- oktadekarchia a főhatalmat tizennyolc ember gyakorolja
- oligarchia a főhatalmat kevesen gyakorolják
- polyarchia a főhatalmat sokan gyakorolják

A főhatalmat gyakorlók neme alapján
- andrarchia a főhatalmat férfiak gyakorolják
- ginarchia a főhatalmat nők gyakorolják
- matriarchia a főhatalmat nők és a családanyák gyakorolják
- patriarchia a főhatalmat férfiak és családapák gyakorolják